# Institut für Politikwissenschaft (TU Chemnitz)
Das Institut für Politikwissenschaft (IfP) wurde 1993 als Teil der Philosophischen Fakultät der TU Chemnitz gegründet. Das IfP gliedert sich in vier Professuren und eine Juniorprofessur. Neben den Lehrstühlen für Politische Theorie und Ideengeschichte (Alexander Gallus), Politische Systeme (Eric Linhart), der Internationalen Politik (Kai Oppermann) und Vergleichenden Regierungslehre (Gerd Strohmeier, vertreten durch Benjamin Höhne), existiert seit 2013 die Juniorprofessur für Politikwissenschaftliche Forschungsmethoden (Arndt Leininger). Die Chemnitzer Politikwissenschaft ermöglicht eine praxis- und forschungsnahe Ausbildung in berufsqualifizierenden Studiengängen. Die fünf Professuren entsprechen den Empfehlungen zu einem Kerncurriculum von Vorstand und Beirat der DVPW und decken das Fach ab. Neben dem Bachelor-Studiengang Politikwissenschaft bietet das Institut den gleichnamigen Masterstudiengang an. Im Master Politikwissenschaft werden in den Komplexen Intellectual History, Politische Systeme in Geschichte und Gegenwart, Machtverschiebungen und sicherheitspolitische Herausforderungen sowie Political Consulting je nach Wahl politikwissenschaftliche Segmente mit Elementen aus den Fächern Soziologie, Literaturwissenschaft, Europäische Geschichte, Anglistik/Amerikanistik, Europäische Studien oder Medienkommunikation kombiniert.

## Forschungsschwerpunkte

### Politische Theorie und Ideengeschichte
Die politische Theorie und Ideengeschichte fragt nach den Grundlagen des politischen Denkens, nach den Autoren und ihren Werken: Was versteht man unter Politik und Staat? Was bedeutet Macht und Herrschaft oder Freiheit und Gerechtigkeit? Wie lässt sich staatliche Ordnung legitimieren und wann ist sie illegitim? Ein Schwerpunkt der Professur liegt in der Erforschung der Figur der Intellektuellen in der Geschichte des politischen Denkens, ihre Rolle als Produzenten, Vermittler und Streitende für politische Ideen. Im Zentrum stehen daher politische Denker und Texte wie deren öffentliche Funktion und Rezeption. Aktuell forscht die Professur zu einer Intellectual History des 20. Jahrhunderts in Deutschland mit einer besonderen Akzentuierung der Weimarer Republik und der Bundesrepublik.

### Politische Systeme
Der Bereich „Politische Systeme“ untersucht die politischen Systeme einzelner Staaten als Ganzes, aber auch die Systeme substaatlicher Einheiten wie der deutschen Bundesländer. Untersucht werden die Kerninstitutionen, die politischen Prozesse unter Berücksichtigung der Rolle politisch Handelnde sowie die hieraus resultierenden Politikergebnisse. Zu den Arbeitsfeldern gehören unter anderem Wahlsysteme, Wahlen, Parteien, Koalitionen und Interessengruppen. Der Bereich „Politische Systeme“ beschäftigt sich sowohl mit Demokratien als auch mit Autokratien und behandelt auch Fragen der Systemtransformation.

### Internationale Politik
Die Internationale Politik beschäftigt sich mit den Strukturen und Akteuren des internationalen Systems. Dazu gehören die Außenpolitik einzelner Staaten in Wechselwirkung mit den innenpolitischen Strukturen ebenso wie regionale Beziehungsgeflechte mehrerer Staaten untereinander z. B. in Europa, im Nahen Osten oder die transatlantischen Beziehungen. Neben den nationalstaatlichen Akteuren werden nichtstaatliche Handelnde (NGOs) und über-staatliche Kooperationsstrukturen untersucht, wie sie in internationalen oder supranationalen Organisationen zum Ausdruck kommen. Markante Beispiele sind die NATO oder die EU, deren historische Entwicklung, aktuelle Funktion und Zukunftsbedeutung von besonderem Interesse sind.

### Europäische Regierungssysteme im Vergleich
Komparative Analysen politischer Systeme spielen nach Ansicht des Instituts in der Politikwissenschaft eine zunehmende Rolle. An der Professur „Europäische Regierungssysteme im Vergleich“ wird die Funktionalität und Entwicklung nationaler und supranationaler politischer Systeme, wie auch Wirtschafts- und Sozialmodelle, im erweiterten europäischen Kontext vergleichend untersucht. Dabei liegt das Augenmerk insbesondere auf der Analyse des Verhaltens und des Zusammenspiels zentraler Verfassungsorgane, inklusive wirtschaftlichsozialer Interessenvertreter und zivilgesellschaftlich Agierende. Einen großen Stellenwert nehmen an der Professur aktuelle, praxisrelevante Fragestellungen sowie Forschungsaufträge aus der politischen Praxis und Drittmittelprojekte sowie zahlreiche Erasmus-Kooperationen ein.

### Politikwissenschaftliche Forschungsmethoden
Forschungsmethoden stellen das Handwerkszeug der Politikwissenschaft zur Beantwortung substanzwissenschaftlicher empirischer Fragestellungen dar. In der Lehre werden an der Juniorprofessur quantitative und qualitative Datenerhebungs- und Auswertungsverfahren vermittelt. In der Forschung liegt der Schwerpunkt auf der vergleichenden politischen Einstellungs- und Verhaltensforschung. Aktuelle Forschungsthemen umfassen Wahl- und Abstimmungsbeteiligung, Jugend und Politik, Direkte Demokratie sowie Wahlprognosen. Methodisch spielt dabei die Anwendung experimenteller- und quasi-experimenteller Ansätze in der Individual- und Aggregatdatenanalyse eine herausragende Rolle. Weiterhin liegt ein methodischer Schwerpunkt auf der Primärdatenerhebung durch Bevölkerungsumfragen.

## Gründungsprofessoren des Instituts
- Eckhard Jesse 1993 bis 2014 Inhaber des Lehrstuhls „Politische Systeme, Politische Institutionen“ an der TU Chemnitz
- Beate Neuss 1994 bis 2018 Inhaberin des Lehrstuhls „Internationale Politik“ an der TU Chemnitz
- Alfons Söllner 1994 bis 2012 Inhaber des Lehrstuhls „Politische Theorie und Ideengeschichte“ an der TU Chemnitz

## Ehemalige Mitarbeiter
- Ralf Altenhoff
- Florian Hartleb
- Manfred Hättich
- Wolfram Hilz
- Steffen Kailitz
- Markus Lang
- Wolfgang Leonhardt
- Sebastian Liebold
- Lothar Mertens
- Byeong-Seog Park
- Thomas Schubert
- Tom Thieme
- Ellen Thümmler

## Alumni und Promovierte
- Andreas H. Apelt
- Udo Baron
- Jan Philipp Burgard
- Alexander Dierks
- Farah Dustdar
- Carmen Everts
- Robert Grünbaum
- Falk Illing
- Hanka Kliese
- Thadäus König
- Jürgen P. Lang
- Anita Maaß
- Helmut Müller-Enbergs
- Viola Neu
- Tim Peters
- Andreas Petersen
- Charlotte Potts
- Birgit Rätsch
- Mario Voigt
- Philip Zeschmann
- Frank Schale

## Projekte und Forschungsaufträge des Instituts
- „Novemberrevolution Das politische Denken von Naturwissenschaftlern und Ingenieuren im 20. Jahrhundert“ (Bundeszentrale für politische Bildung & Gegen das Vergessen – Für Demokratie e.V.)
- „Die EU und der Euro in der Krise – eine Bewertung aus der Sicht der Nationalstaaten“ (Robert-Bosch-Stiftung)
- „Staatlichkeit im Wandel: Öffentlich-private Partnerschaften im internationalen Vergleich“ (Fritz-Thyssen-Stiftung)
- „Die politischen Auswirkungen von Wahlsystemen“ (Robert-Bosch-Stiftung)
- Helmut Schelsky – der politische Anti-Soziologe. Eine Neurezeption (Fritz-Thyssen-Stiftung)
- Forschungsauftrag „Studie zum aktiven und passiven Wahlrecht von Menschen mit Behinderungen“ finanziert durch Bundesrepublik Deutschland (vertreten durch das Bundesministerium für Arbeit und Soziales), in Kooperation mit Heinrich Lang (Universität Greifswald), Anke S. Kampmeier (Hochschule Neubrandenburg), Kirsten Schmalenbach (Universität Salzburg, Österreich) und Stephan Mühlig (TU Chemnitz).
- Forschungsauftrag „Neuausrichtung der Bundeswehr“ („Zielgruppenbefragung in der Bundeswehr“) finanziert durch den Deutschen Bundeswehrverband
- Forschungsauftrag „Belastung und Berufszufriedenheit in der Bundespolizei“ („Klartext 2010“) finanziert durch Gewerkschaft der Polizei / Pro Police Servicegesellschaft für die Gewerkschaft der Polizei (Bundespolizei) mbH
- Forschungsauftrag „Belastung und Berufszufriedenheit in der Bundeswehr“ („Jetzt reden Sie“) finanziert durch den Deutschen Bundeswehrverband
- Tagung "Die Weimarer Republik als Ort der Demokratiegeschichte" (gefördert von der Bundeszentrale für politische Bildung, in Verbindung mit Gegen Vergessen – Für Demokratie e.V.)[1]

### Jahrbuch für Extremismus und Demokratie
Das Jahrbuch fördert die wissenschaftliche Auseinandersetzung mit dem politischen Extremismus und Debatten um die moderne Demokratie. Neben den Gründern Uwe Backes und Eckhard Jesse sowie Alexander Gallus (ab 2009) erweitert sich der Kreis der Herausgeber ab dem 30. Band um Tom Thieme. In den drei Hauptkategorien („Analysen“, „Daten, Dokumente, Dossiers“, „Literatur“) werden verschiedenartige Phänomene im Spannungsfeld von Extremismus und Demokratie untersucht. Der Literaturteil umfasst Rezensionen und Annotationen zu mehr als 300 deutschen wie internationalen Publikationen (vorrangig aus Politikwissenschaft und Zeitgeschichte).
Schriftenreihe Extremismus & Demokratie

### National Model United Nations (NMUN) – ein studentisches Projekt der Professur Internationale Politik
Die alljährliche NMUN-Konferenz in New York City zählt zu den größten und professionellsten Simulationen der Arbeit der Vereinten Nationen (UNO). Im Rahmen dieser agieren studentische Delegationen in der Rolle von Diplomaten und vertreten die Positionen sowie das Interesse eines ihnen zugewiesenen Landes in ausgewählten Komitees. Unter dem Motto „UNI goes UNO“ nehmen Chemnitzer Delegationen – bisher als einzige sächsische Universität – jedes Jahr an der NMUN-Simulationskonferenz teil und diskutieren über aktuelle Themen und Herausforderungen der Weltpolitik. Sie verfassen Resolutionen und versuchen dabei, die Interessen des ihnen zugeteilten Landes bestmöglich zu vertreten. Hierbei sind diplomatisches Feingefühl, Entscheidungsfreude, Reaktionsschnelligkeit und Kompromissfähigkeit von entscheidender Bedeutung.

### Politische Vierteljahresschrift (PVS)
Seit 2020 ist die Hauptredaktion der Politischen Vierteljahresschrift, eine der führenden deutschsprachigen Fachzeitschriften der Politikwissenschaften, am Lehrstuhl Politische Systeme angesiedelt. Editor in Chief der Zeitschrift Eric Linhart wird dabei vom Managing Editor Niclas Hüttemann unterstützt. Am Lehrstuhl befindet sich auch das physische Archiv der PVS mit sämtlichen Ausgaben der Zeitschrift seit 1960.

## Promotionskollegien gefördert durch
Konrad-Adenauer-Stiftung
- „Sicherheit und Entwicklung im 21. Jahrhundert“
- „Die Zeit der Deutschen Teilung: Diktaturerfahrung, Innerdeutsche Beziehungen, Europäische Dimensionen“

Hanns-Seidel-Stiftung
- „Politik- und Parteienentwicklung in Europa“
  - Roland Sturm (FAU Erlangen-Nürnberg)
  - Hans-Peter Niedermeier
  - Gerd Strohmeier
- „Demokratie in Europa“
- „Politischer Extremismus und Parteien“
- „Medienpolitik im internationalen Vergleich“
  - Ludwig Hilmer (Fachhochschule Mittweida)

| Belgien - Universität Gent inkl. Doktorandenaustausch - Universität Lüttich | Estland - Universität Tartu | Frankreich - Universität Nantes - Universität von Burgund inkl. Doktorandenaustausch | Irland - Universität Limerick |
| Italien - Sapienza Università di Roma inkl. Doktorandenaustausch - Universität Tuscia in Viterbo - Universität Ostpiemont inkl. Doktorandenaustausch - Universität Pisa                                | Griechenland - Aristoteles-Universität Thessaloniki - Universität Kreta                                                                                   | Kroatien - Universität Zagreb inkl. Doktorandenaustausch                             | Norwegen - Universität Bergen |
| Polen - Katholische Universität Lublin "Johannes Paul II." - Universität Wrocław (dt. Breslau) - Universität Warschau                                                                                  | Portugal - Universidade Técnica de Lisboa - Universität Aveiro inkl. Doktorandenaustausch                                                                 | Rumänien - Babeş-Bolyai-Universität in Cluj-Napoca (dt. Klausenburg)                 | Spanien - Universität Granada (nur auf Bachelorniveau) - Universität La Laguna - Universität Rey Juan Carlos Madrid - Universität Santiago de Compostela (nur auf Bachelorniveau) - Universität Vigo inkl. Doktorandenaustausch - Autonome Universität Barcelona |
| Tschechische Republik - Jan-Amos-Komensky-Universität Prag (nur auf Bachelorniveau) - Jan Evangelista Purkyně-Universität Ústí nad Labem inkl. Doktorandenaustausch - Westböhmische Universität Pilsen | Türkei - T.C. Yalova University inkl. Doktorandenaustausch - Sakarya University (nur auf Bachelorniveau) - Başkent Universität inkl. Doktorandenaustausch | Ungarn - Universität Debrecen                                                        | |